# Eric Miller
Eric Roger Patrick Miller (Dublino, 23 settembre 1975) è un ex rugbista a 15, allenatore di rugby a 15 e imprenditore irlandese, terza linea ala legato per buona parte della sua carriera al Leinster; terminato di giocare ha brevemente praticato il calcio gaelico e successivamente ha avviato un'attività di preparazione fisica dei golfisti, mentre saltuariamente si dedica all'allenamento di rugby a livello dilettantistico.

## Biografia
Eric Miller crebbe a Dublino praticando calcio (nei Leicester Celtic, squadra della capitale irlandese), rugby, cricket e calcio gaelico (nel Ballyboden St. Enda's, con cui vinse un campionato cittadino Under-21).
Dal 1995 in poi si concentrò solo sul rugby e fu selezionato in quell'anno per la prima volta dalla provincia di Leinster.
L'anno successivo si trasferì in Inghilterra al Leicester e poco dopo si guadagnò la convocazione per l'Irlanda, nel corso di un test match perso a Dublino contro l'Italia a inizio 1997.
A giugno dello stesso anno, con alle spalle altre quattro presenze in Nazionale nel Cinque Nazioni, Miller fu chiamato nella selezione dei British and Irish Lions che affrontarono il tour in Sudafrica, e fu schierato in uno dei tre test match contro gli Springbok.
Prese parte alla Coppa del Mondo di rugby 1999 nel Regno Unito e, a livello di club, tornò in Irlanda al Leinster, con cui disputò sia il campionato interprovinciale che la Celtic League; fu, ancora, alla Coppa del Mondo di rugby 2003 in Australia e rappresentò l'Irlanda fino al 2005.
Nel 2006 si ritirò inaspettatamente dal rugby e passò al calcio gaelico, avventura che comunque durò fino a dicembre di quello stesso anno.
Una volta ritiratosi da qualsiasi attività sportiva, diede vita a una propria impresa dedicata alla preparazione fisica dei golfisti, nel contempo allenando squadre di rugby a livello dilettantistico, tra cui il Leinster Under-18 e il Blackrock College tra il 2011 e il 2012.